# Tankolisna kamilica
Tankolisna kamilica (lat. Tripleurospermum tenuifolium, sin. Matricaria trichophylla, Hrvatski nazivi: tankolisna titrica, Tankolisna kamilica, Toni Nikolić 2019. navodi i novi hrvatski naziv vlaknatolisna titrica), vrsta glavočike nekada uključivana u rod kamilica. Rasprostranjena je po srednjoj i jugoistočnoj Europi, Maloj Aziji i između Crnog mora i Kaspijskoj jezera. Raste i u Hrvatskoj
Jednogodišnja je ili dvogodišnja biljka s velikim bijelo-žutim cvjetovima. Agronomski se tretira kao korov. Naraste više od 60 cm. Cvjeta od svibnja do listopada. 

## Sinonimi
- Chamaemelum trichophyllum Boiss.
- Chrysanthemum tenuifolium Kit.
- Chrysanthemum trichophyllum Boiss.
- Chrysanthemum trichotomum Walp.
- Matricaria aserbaidshanica Rauschert
- Matricaria trichophylla Boiss.
- Matricaria uniglandulosa K.Koch
- Pyrethrum exaltatum Griseb.
- Pyrethrum trichophyllum Griseb.
- Tripleurospermum trichophyllum (Boiss.) K.Malý
- Tripleurospermum tzvelevii Pobed.